# Akishima
Akishima (昭島市, Akishima-shi) est une ville de la métropole de Tokyo, au Japon.

## Géographie

### Situation
Akishima est située dans l'ouest de la métropole Tokyo. Elle est bordée par le fleuve Tama au sud.

### Municipalités limitrophes
| Fussa    | Tachikawa | Tachikawa |
| Hachiōji | Akishima  | Tachikawa |
| Hachiōji | Hachiōji  | Hino      |

### Démographie
En janvier 2020, la population d'Akishima s'élevait à 113 397 habitants, répartis sur une superficie de 17,33 km2.

## Histoire
Akishima a été fondée le 1er mai 1954 par la fusion du bourg de Shōwa et du village de Haijima. Le nom de la nouvelle ville est formé par le premier kanji de Shōwa (昭和) et le second de Haijima (拝島).

## Culture locale et patrimoine
- Parc mémorial Shōwa
- Aqueduc de Tamagawa

## Transports
Akishima est desservie par les lignes Ōme, Hachikō et Itsukaichi de la compagnie JR East, ainsi que par la ligne Haijima de la compagnie Seibu. La gare de Haijima, à l'extrême nord-ouest d'Akishima, est la principale gare de la ville.

## Personnalités liées à la ville
- Shunichi Suzuki (1910-2010), homme politique
- Takao Koyama (né en 1948), scénariste